# Kshipra

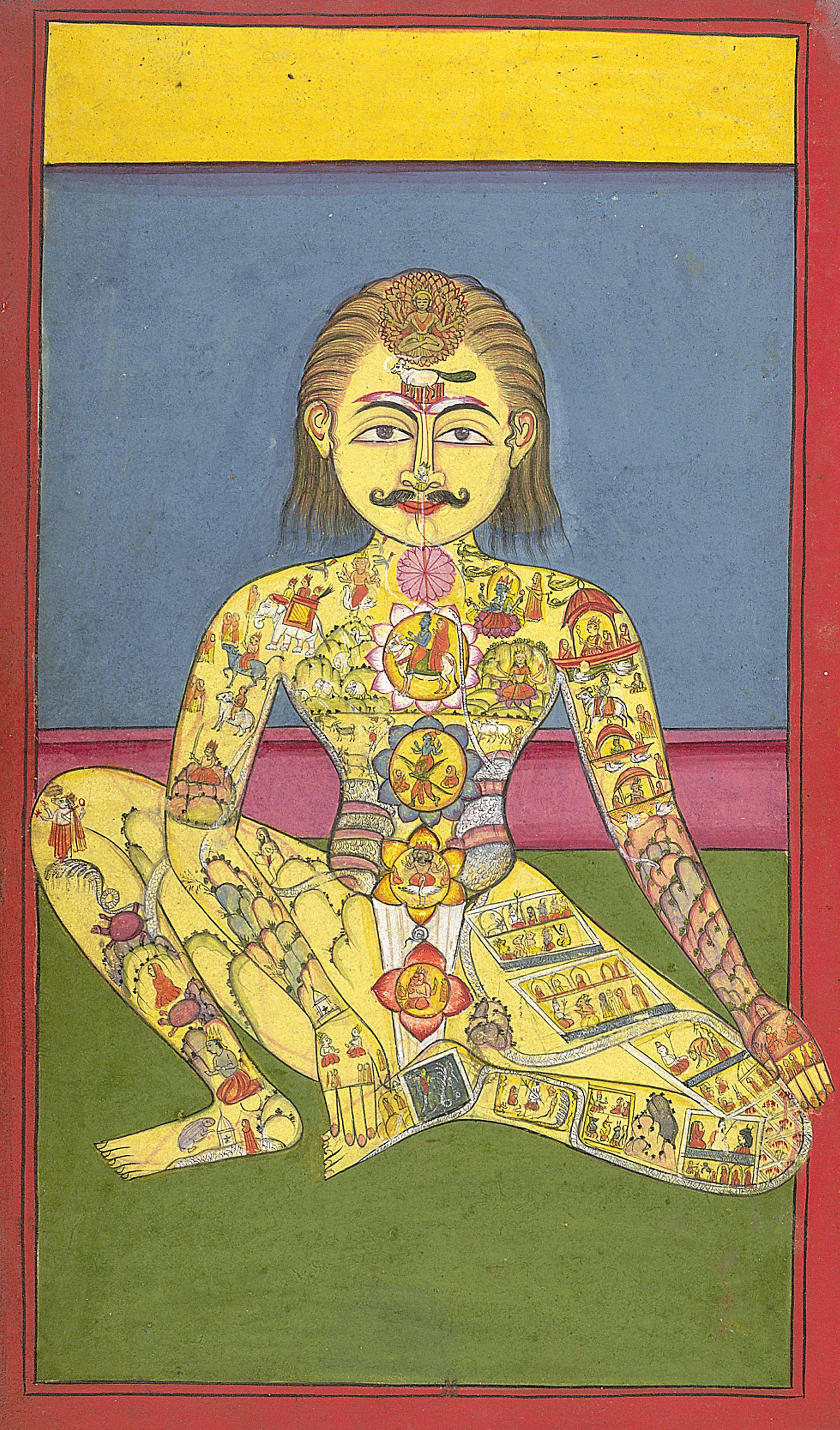
oude Tibetaanse kaart met de 7 Chakra's en de belangrijkste marmapunten

Kshipra (Kshipra-punt) is een marmapunt gelegen op de handen. Marmapunten worden in Oosterse filosofieën gebruikt bij massage, yoga, reflexologie en reiki. Men gelooft dat een marmapunt op een nadi ligt en zo een uitwerking kan hebben op een bepaald lichaamsdeel, proces of emotie
Kshipra is gelegen op de hand, tussen het onderste en middelste duimkootje bij de verbinding tussen de duim en de hand. Het beheerst overdag de hartstocht en spirituele wilskracht en 's nachts de maag op fysiek niveau.

## Overige marmapunten
Naar schatting zijn er 62.000 marmapunten in het lichaam. De belangrijkste 52 zijn: